# Calicina kaweahensis
Calicina kaweahensis is een hooiwagen uit de familie Phalangodidae. De wetenschappelijke naam van Calicina kaweahensis gaat terug op Briggs & Hom.